# Sigma Draconis
Désignations
Sigma Draconis ou Alsafi est une étoile située à 18,8 années-lumière de la Terre dans la constellation du Dragon. Sa magnitude apparente est de 4,68.

## Caractéristiques
Sigma Draconis est une étoile de la séquence principale, qui fusionne l'hydrogène contenu dans son noyau en hélium. C'est plus précisément une naine orange de type spectral K0V. Sa taille est d'environ 78 % de celle du Soleil.

## Dans la fiction
Cette étoile est évoquée dans le roman de science-fiction Rollback (Robert J. Sawyer - 2007) ; une planète en orbite autour de cette étoile est censée être le siège d'une espèce extraterrestre communiquant avec la Terre.
Elle est aussi mentionné dans le roman de Christopher Paolini "Idéalis". Le satellite naturel Adrasteia, où se passe le début de la première partie, est en orbite autour de la planète Zeus, elle-même en orbite autour de Sigma Draconis.
Sigma du Dragon est un système stellaire de fiction dans l'Honorverse. C'est un des sept terminus de trou de ver du Royaume stellaire de Manticore. Il est distant de Manticore de 472 années-lumière. Sigma du Dragon fait partie de la ligue solarienne. On y trouve la planète Beowulf qui est la planète natale du docteur Allison Chou Harrington qui est la mère d'Honor Harrington.